# Mars
Mars je četvrti planet po udaljenosti od Sunca, vidljiv sa Zemlje prostim okom i zato poznat od davnine. Mars nosi ime rimskog boga rata i često je nazivan Crvenim planetom zbog njegove crvene boje. Po uzoru na stara češka imena planeta, Hrvati kajkavskog narječja jedno su vrijeme upotrebljavali imena Strah, Užas i Ognjenica (Szmertonosz i Ognyenicza po starom kajkavskom pravopisu).

## Opća svojstva
Promjer mu je 6 794 km, masa 0,107 Zemljine mase, srednja gustoća 3,94 ∙ 103 kg/m3, a površinsko ubrzanje sile teže 0,38 ubrzanja sile teže na Zemlji. Ima dva pratioca nepravilna oblika, Deimos (11 km × 12 km × 15 km) i Phobos (19 km × 22 km × 27 km). Sunčev mu dan traje gotovo kao i Zemljin, 24 h i 37 min. Oko Sunca obiđe za 687 zemaljskih dana, od Sunca je prosječno udaljen 228 milijuna km, a zbog nagiba osi vrtnje prema ravnini staze od 25°12′ i izduljenosti staze, pokazuje godišnja doba. Pogled sa Zemlje otkriva na Marsu bijele polarne kape, crvenkastonarančastu površinu s tamnijim i svjetlijim dijelovima te vrlo rijetku atmosferu, koja se sastoji od 95% ugljikova dioksida, 2,7% dušika, 1,6% argona te primjesa. Površinski tlak iznosi oko 700 Pa. U atmosferi se pojavljuju oblaci, a podižu se i pješčane oluje. Temperatura može biti od –140 °C do nešto više od 0 °C, ovisno o dobu dana i godine te o položaju Marsa na stazi. Pojave na površini nazivane su prema kontrastu morima, zaljevima, planinama i slično (albedo), a stvaran reljef ustanovljen je s pomoću međuplanetarnih letjelica.
Polarne se kape sastoje od smrznute vode i ugljikova dioksida. Zimi se ugljikov dioksid djelomice smrzava pa atmosferski tlak pada za 1/3. Sjeverna i južna polutka geološki se razlikuju. Tlo sjeverne polutke geološki je mlađe, reljef mu je nekoliko kilometara niži od reljefa južne polutke; na južnoj polutki prevladavaju udarni krateri od pada meteoroida, a na sjevernoj ugasli vulkani. Na Marsu se nalazi najviši ugasli vulkan u cijelom Sunčevu sustavu, Olympus Mons, visok više od 27 km i promjera većega od 500 km. Marsovo tlo sastoji se od kremena i limonita i slično je Zemljinu tlu, osim velike prisutnosti željeza na njegovoj površini (oko 13,5%) u obliku oksida, što tlu daje crvenkastonarančastu boju. Mars ima ionosferu te vrlo slabo magnetsko polje. Tokovi nekadašnjih rijeka vode od južne na sjevernu polutku. Snimkama na površini ustanovljeno je postojanje sedimenata nastalih taloženjem u vodi. Zbog malene mase Mars je izgubio velik dio nekadašnje atmosfere i većinu vode u slobodnom stanju, osim malih smrznutih količina na polovima. Moguće je postojanje vode u smrznutom stanju ispod površine Marsa, a ispod Marsovskog južnog pola je pronađeno podzemno jezero vode. Traga se i za mogućim ostatcima nekadašnjih oblika života, za sada bez pouzdanih podataka.
Mars je u mitologiji bio rimski bog rata. Starogrčko ime za Mars je Ares, pa se za pojmove vezane uz Mars koristi prefiks areo- umjesto geo- (npr. umjesto zemljopisna širina koristi se pojam areografska širina).

## Fizička svojstva

### Atmosfera i klima
Marsova je atmosfera rijetka u usporedbi sa Zemljinom. Tlak u području srednje površinske razine iznosi 7 mbar (oko 150 je manji nego na Zemlji na razini mora). No, u razno doba godine i na raznim mjestima mjeri se od 1 do 10 mbar. Marsova atmosfera se sastoji uglavnom od ugljičnog dioksida (95,32%), uz male primjese drugih elemenata: dušika (2,7%), argona (1,6%), kisika (0,13%) i neona (0,00025%). Također sadrži i vodenu paru (0,03%), a u polarnim krajevima je nađen ozon.
Polarne kape zimi se prošire do 40 - 50° areografske širine (Mars je latinsko ime, Ares starogrčko). Zato se na Zemlji računaju zemljopisne širine i dužine, a na Marsu areografske. Ljeti se južna kapa smanji na 400 km, a sjeverna na 800 km. U atmosferi iznad kapa zna biti povećan sadržaj vodene pare, a one same pokrivene dugotrajnom sumaglicom. Jedan sastojak polarne kape čini voda, jer polarna kapa ne isčezava sublimacijom ugljikovog dioksida, a temperatura se uvijek zadržava ispod ledišta vode. Sonda Viking Lander 2 je na 47° sjeverne širine snimila tanak sloj inja. Sjeverna polarna kapa se za vrijeme sjevernog ljeta smanji na promjer od oko 800 km, a južna za južnog ljeta na oko 400 km. Osim ugljikova dioksida (suhi led), polarne kape sadrže i smrznutu vodu jer je uočeno da sublimacijom CO2 kape ne nestaju, a temperatura je uvijek ispod 273 K (0 °C). Ova smrznuta voda je izmiješana s česticama prašine. Zbog prozirnosti atmosfere, Mars odražava Sunčevu svjetlost dva puta slabije nego Zemlja. To znači da unatoč većoj daljini, površina jednake veličine na Marsu prihvaća samo malo manje topline nego na Zemlji. Temperatura je praktički uvijek ispod 0 °C. Najtoplije je u ekvatorskim područjima i u subsolarnoj točki.

#### Temperaturne razlike i nastanak oluja
Prosječna izmjerena temperatura na Marsovoj površini je 210 K, s maksimumom od 293 K i minimumom od 130 K. Najtoplija su područja oko ekvatora i u subsolarnoj točki zato što temperatura tla ovisi o kutu upada Sunčevih zraka i često varira jer je rijetka atmosfera slab toplinski spremnik. Na polovima temperatura zimi ne prelazi 160 K, a pada i do 120 K što je dovoljno da CO2 kondenzira. Tada dio atmosferskog CO2 prelazi u polarnu kapu što dovodi do naglog pada tlaka na tom području i zrak s čitavog globusa struji prema tom polu.
Temperaturne razlika između svjetlijih i tamnijih područja, odnosno tla i atmosfere, uvjetuju miješanje atmosfere. Vjetrovi, koji su pri tlu brzine 10 m/s, podižu čestice prašine do 50 km uvis i prenose ih na udaljenosti od više tisuća kilometara. Vjetrovi dostižu brzine do 100 m/s, izazivajući godišnje stotinjak pješčanih oluja koje, kada je Mars u perihelu, a vjetar i temperatura u svom maksimumu, mogu prekriti cijeli planet prašinom. Pokreti atmosferskih masa pokazuju sezonske pravilnosti. Godišnje se javi stotinjak lokalnih pješčanih oluja. Jednom do dvaput u Marsovoj godini, Mars je zaogrnut u globalnu pješčanu oluju; tada ostaju vidljivi samo vrhovi vulkana. Pošto južna polutka dobiva u prosjeku više topline, a pogotovo ljeti, to su klimatske promjene ovdje burnije. Pješčane oluje više zahvaćaju južnu polutku. U atmosferi stalno prisutne čestice prašine daju rasvjeti neba narančastu nijansu. Oblačne pojave u atmosferi zapažaju se sa Zemlje na svojeobrazan način. Pješčane oluje vide se uz upotrebu žutog filtra kao "žuti oblaci". Oblaci koji se sastoje od kapljica vode i ugljikovog dioksida svijetli su; ako se promatraju kroz modri filtar, govori se o "modrim oblacima".
Pješčane oluje dovode do zanimljivog učinka "anti-staklenika" - velike količine prašine u atmosferi ne dopuštaju Sunčevoj svjetlosti da neoslabljena prodre do površine, a propuštaju toplinsko zračenje Marsove površine koja se hladi, dok se viši dijelovi atmosfere zagrijavaju.

#### Oblaci
Iako atmosfera sadrži samo jednu tisućinu vodene pare koju nalazimo u Zemljinoj atmosferi, voda se uspijeva kondenzirati i stvoriti oblake koji lebde na velikim visinama. Oblaci su redovita pojava na Marsu unatoč maloj količini vodene pare u atmosferi. Promatrani su i sa Zemlje, a sa svemirskih letjelica Mariner i Viking snimljeni su bezbrojni oblici koje možemo svrstati u nekoliko kategorija:
- zavjetrinski valovi oblaci su koji se stvaraju u zavjetrini visokih dijelova reljefa poput vulkana, kratera i planina. Zrak u tim područjima kreće se u valovitim oscilacijama.
- valovski oblaci doimaju se poput redova paralelnih valova i redovito ih nalazimo nad rubovima polarnih kapa.
- oblačne ulice su linearni nizovi kuglastih oblaka sličnih kumulusima.
- trakasti oblaci najčešći su nad visoravnima jugozapadno od Syrtis Majora.
- magla i jutarnja sumaglica može se stvarati u dolinama, kanjonima i kraterima te je vidljiva sa Zemlje.
- paperjasti oblaci su izduženi oblaci koji nastaju podizanjem materijala i najčešće se sastoje od čestica prašine. Nalazimo ih prvenstveno u južnoj polutki, kod visoravni Syrtis Major, ali i na sjeveru, u predjelu Tharsis Montes.

Čestice prašine stalno prisutne u atmosferi daju joj narančastu nijansu. Pješčane oluje vide se sa Zemlje kroz žuti filter kao "žuti oblaci". Oblaci koji se sastoje od aerosola vode i CO2 promatraju se kroz modri filter i zovemo ih "modri oblaci".

#### Tlak
U odnosu na Zemlju, Marsova atmosfera je vrlo rijetka zbog čega ima niski površinski tlak koji se mijenja od 1 do 10 mbar, ovisno o uvjetima. Prosječan tlak u području srednje površinske razine iznosi 7 mbar. Već spomenuta sublimacija i kondenzacija CO2 mijenja tijekom godine globalni tlak za 20%. Letjelica Viking Lander 1 je izmjerio srednji dnevni tlak od samo 6.8 mbar u trenutku kad je južna polarna kapa bila najveća, a u drugom dijelu godine iznosio je čak 9.0 mbar. Viking Lander 2 izmjerio je najveći tlak od 10,8 mbar. Pronađeni su dokazi da je nekad gušća Marsova atmosfera dozvoljavala postojanje tekuće vode na Marsu. Oblik reljefa koji uvelike podsjeća na kontinente, obale oceana, riječne kanjone, jezera i otoke navodi na pomisao da su velike vode nekad oblikovale taj teren.
Mars odlikuje jedan neobičan mehanizam, koji dovodi do promjene tlaka i prijenosa zračnih masa, a to je prijelaz ugljikovog dioksida iz plinovitog stanja u čvrsto (kondenzacija), koja se odvija na temperaturi od - 123 °C. Kada temperatura u polarnim krajevima padne do te vrijednosti, dio atmosfere pretače se u polarnu kapu. Zbog pada tlaka u polarnom području zrak s čitavog planeta počne strujati prema tom polu. Promjena plinovitog sadržaja ugljikovog dioksida dovodi u toku godine do promjene tlaka od 20%. Pošto Mars prelazi perihelom kada je ljeto na južnoj polutki, a afelom kada je na njoj zima, to je ljeto toplije na južnoj polutki, ali je tu i zima oštrija. Atmosferski je tlak stoga najveći kada na južnoj polutki vlada ljeto, a najmanji kada je tamo zima.

### Reljef
Marsov pejzaž sličan je Zemljinom i Mjesečevu, no ima i svojih posebnosti. Teren je prosječnog nagiba 3°. Površina Marsa je crvene boje zbog velikih količina željeza koje sadrži. Možemo je podijeliti na sjevernu i južnu polutku granicom koja siječe ekvator pod kutom od 35°. Teren južne je u prosjeku 2-3 kilometra viši od sjeverne, uglavnom zbog razlike u gustoći kore. Južna polutka puna je udarnih meteorskih kratera veličine od 3 do 120 km nastalih u doba bombardiranja planetoidima. Manji krateri su malobrojni. Na sjevernom dijelu prevladava bazalt koji je gušći od granita i zato ima niži ravnotežni položaj. To bazaltno područje je zapravo kora prelivena lavom koja je uništila starije kratere, zbog čega je ravnija. Za razliku od Mjesečevih kratera, Marsovi u pravilu nemaju središnju izbočinu i zasuti su izmrvljenim materijalom. Na Marsovoj se površini razlikuje nekoliko oblika reljefa.
Glatke kružne udubine okružene planinskim lancem na rubu nazivaju se bazeni. Najveći su Planitia Argyre (Argirska ravnica) promjera 1 000 km i Planitia Hellas (Grčka ravnica) promjera 1 700 km. Oba bazena su svijetle površine. Dno Planitiae Hellas prekriveno je pješčanim slojem tako da nema nikakvih vidljivih detalja, a od okoline (brdovitog područja Hellespontus - Dardaneli) niže je 6 kilometara. Tlak u toj potolini dovoljan je za ukapljivanje vode (> 6,1 mbar). Okružena je masivnim planinskim prstenom visokim oko 2 km, najvjerojatnije nastalim izbacivanjem materijala iz bazena pri udaru asteroida. Znatno doprinosi visokoj topografiji južne polutke. Manji bazeni promjera nekoliko stotina kilometara, veoma podsjećaju na veće kratere. Među najspektakularnije pojave na Marsovoj površini zasigurno se ubraja i splet kanjona Valles Marineris (Marinerove doline), dug 4 500 km, širok između 100 i 200 km, a dubok 6 - 7 km.
Mineraloški sastav Marsova tla određen je uglavnom kremenom (SiO2) i limonitom (Fe2O3 ∙ x H2O). Limonit daje površini svojstvenu crvenu nijansu. Kemijska analiza pokazala je 50% kisika, 21% silicija, 13% željeza, 5% magnezija, 4% kalcija, 3% aluminija, 3% sumpora, a u tragovima ima titanija, fosfora, kalija, klora i nekih drugih kemijskih elemenata. Sastav je sličan srednjem sastavu Zemljine kore, s tim što Mars ima mnogo više sumpora.

#### Vulkani
Zemlji slični oblici na Marsovoj površini su ugasli vulkani. Ima ih nekoliko desetaka, a uglavnom su smješteni na sjevernoj polutki. U njih ubrajamo i najveći vulkan u Sunčevu sustavu, Olympus Mons (Olimpska gora). Uzdiže se 27 km nad okolinu, a star je oko 2,5 milijarde godina. Promjera je 600 km, a njegov rub je strma, gotovo okomita litica visoka 4 - 6 km. Iako je vrlo visok, zbog velikog promjera ima prosječni nagib od samo 3° - 5° tako da nije stožastog oblika nego plosnat. Olympus Mons se nalazi zapadno od predjela Tharsis (Tarsej), najvećeg vulkanskog područja. Tharsis je visoravan kraj Marsova ekvatora prosječne visine 7 km i širine 5 000 km. Na njoj se nalaze još tri gigantska vulkana: Arsia Mons (Arsijska gora), Pavonis Mons (Paunova gora) i Ascraeus Mons (Askarska gora). Sva četiri ubrajamo u štitaste ("havajske") vulkane, zbog oblika koji je nastao izljevnom erupcijom, relativno mirnim izlijevanjem bazaltne lave koja je sporo tekla formirajući vulkanski stožac.
Kaldere, velike okruglaste udoline na vrhu, nastale su propadanjem krova ognjišta vulkana izazvanog naglim podzemnim povlačenjem magme. Najveća razlika između havajskih i tarsejskih vulkana je veličina - vulkani na Marsu su 10 do 100 puta veći nego zemaljski. Uzroci tome su najvjerojatnije dugotrajnije i veće erupcije i slabija gravitacijska sila. Takvi golemi vulkani na Marsu uspjeli su nastati zato što su vruća vulkanska područja ostala na istom mjestu u kori tijekom stotina milijuna godina. Nasuprot tome, na Zemlji su vulkanske regije često pomicane zbog tektonike litosfernih ploča. Kako se zemaljske ploče pomiču, niču novi vulkani, a stari se gase. Sjeverno od Tharsis Montes leži Alba Patera, vulkan plosnatog oblika - plitka tanjurasta formacija - patera. Patere nalazimo samo na Marsu. Alba Patera promjera je od čak 2 000 km, ali je visoka "samo" 7 km. Druga najveća vulkanska regija na Marsu je Elysium Planitia (Elizejska ravnica) istočno od Tharsis Montes.

#### Meandri na Marsu
Posebna su pojava na Marsu vijugavi kanali ili meandri, koji se granaju i imaju "pritoke" i posve podsjećaju na vade (usahle rijeke). Nalaze se pretežno u ekvatorskom području. Kako danas tekućine nema, pitanje je kako su nastali. Ima i drugih pojava koje svjedoče o tokovima, mnogi se krateri nalaze u ravnicama kao da ih je za vrijeme poplava optjecala tekućina. Da bi se riješio taj problem, traže se dokazi da je Marsova klima bila nekada toplija, pa se promijenila (na primjer zbog promjene osi vrtnje i izduženosti staze i zbog promjene u sastavu atmosfere). Budući da je temperatura neposredno ispod površine uvijek niža od 0 °C, vode može biti posvuda, u obliku stalnog zamrznutog tla, permafrosta. Kad se tlo zagrije vulkanskom aktivnošću ili udarom meteora, permafrost se tali. Tako se dadu tumačiti široka i visoka podnožja nekih vulkana. Također, mnogi mlađi udarni krateri stoje na podnožjima koja su mogla nastati taljenjem permafrosta kada je on tekao u nizinu, odnosno blatan sadržaj i ponovo se smrznuo. Taljenjem permafrosta dadu se rastumačiti i mnogi urušeni i kaotični tereni, kao na primjer u Hriska ravnica (Planitiae Chryse). 
Marsovo tlo podliježe jakoj eroziji. Uz vidne posljedice nastale od nepoznate tekučice, učinci vjetrene erozije i gravitacijske erozije vide se posvuda. Mnoga su kraterska dna prekrivena pješčanim dinama, dugim nekoliko kilometara. Nadalje, zbog jakih vjetrova krateri bacaju tamne repove svi u istom smjeru. Debeli sloj prašine prekrio je posebno polarna područja, pa po njima isčezavaju čak i planinske formacije. U područjima polarnih kapa uvjeti su pogodni za slijeganje atmosferskog praha. Prah predstavlja kondenzacijske jezgre za snježne pahulje ugljikovog dioksida. Zamrznute slojevite, ili laminarne, naslage prekrivaju neravnine reljefa u polarnim kapama! Vjerojatno su nastale taloženjem sleđenog praha u više navrata, u toku geoloških doba, kada se klima mogla ciklički mijenjati.

#### Tektonika
Tektonika Marsa je, za razliku od Zemljine koja se temelji se na pomicanju litosfernih ploča, uglavnom okomita, tj. bila je ograničena na uzlazne tokove lave koja se probijala prema gore kroz koru do površine. Danas na Marsu više nema vulkanizma, kao glavnoga izvora tektonike.
Znanstvenici pretpostavljaju da je prije 3,5 milijarde godina Mars doživio najveće poplave u Sunčevu sustavu jer su se goleme količine vode prelijevale iz višeg područja južne u nižu, sjevernu hemisferu. Postavljaju se pitanja odakle je došla ta masa vode, koliko su trajale poplave i gdje je sad? Podrijetlo vode vjerojatno je jednako kao i kod Zemlje, tj. potječe od kometa i asteroida koji su bili vrlo bogati vodenim ledom te su se kondenzirali prilikom udara u rane planete i planetoide. Na Marsu postoje očiti dokaza vodene erozije, a vjerojatno je najveći dio vode, kada je planet izgubio atmosferu, potonuo u koru i tamo se smrznuo u obliku vodenoga leda. Nadalje, veći dio Marsove atmosfere je (uključujući u vodenu paru), zbog relativno male mase planeta, bio otpuhan Sunčevim vjetrom u međuplanetarni prostor. Također, dokazano je kako je prije otprilike 3,5 milijarde godina u sjevernu Marsovu polutku udario veliki asteroid, koji je izazvao pomicanje mase na razini cijeloga planeta. Općenito je i danas jedan dio planeta uglavnom spušten, a drugi izdignut (ako se promatra prosječna visina površine). Također, ako je do tada i postojala rotacije vanjske jezgre, od tada je ona prekinuta pa Mars nije održao (ili razvio) svoje magnetsko polje koje bi ga štitilo od energetskih čestica Sunčeva vjetra. Takva polja postoje (interesantno) razvijena tek lokalno, što je rezultat pomicanja i okupljanja bliže površine magnetičnih stijena iz dubine.
Trenutno je Mars prehladan i ima prenizak tlak na površini da bi se voda mogla dulje zadržati u tekućem obliku. Količina vode koju nalazimo u obliku leda na polovima te u oblacima vodene pare u atmosferi naravno više nije ni približno dovoljna za stvaranje kanala i kanjona kakvi su otkriveni. Druga značajna vrsta leda na Marsu je suhi led, tj. CO2. Mars Global Surveyor snimio je fotografije koje nagoviještaju postojanje podzemnih spremnika vode iz kojih se povremeno i ponegdje voda probija na površinu u obliku gejzira. Postoje i teorije da su ove brazde na površini Marsa nastale usled kretanja fine prašine, ali su njihov broj na površini prevelik da bi se to moglo ozbiljno razmatrati.

### Svojstva unutrašnjosti planeta
Građa Marsove unutrašnjosti razlikuje se od Zemljine zbog mnogo manje mase. Kora je debela oko 100 km, bogata silicijem i aluminijem, a siromašna magnezijom. Ispod nje je plašt s feromagnetskim silikatima, dok se jezgra, koja ima polumjer od 1 700 km, sastoji vjerojatno od rastaljenog troilita (željeznog sulfida). Magnetsko polje je 500 puta slabije od Zemljinog. Smjer magnetskog polja suprotan je smjeru Zemljinog magnetskog polja, s obzirom na polove vrtnje.

### Orbita i rotacija
Mars ima primjetno izduženu planetarnu putanju (ekscentricitet 0,093), pa mu se udaljenost od Sunca znatno mijenja tijekom Marsove godine, što bitno utječe na klimu. Marsov siderički period revolucije (zvjezdana godina) traje 687 dana, a period rotacija (siderički dan) 24 h 37 min 23 s. Os rotacije nagnuta je, slično kao i kod Zemlje, 25° prema ravnini revolucije.

### Magnetosfera
Mars posjeduje slabo magnetsko polje. U usporedbi sa Zemljinim, jakost Marsova polja je oko 500 puta slabija. Osim toga, magnetski polovi Marsa su suprotno orijentirani od Zemljinih. Zemljin sjeverni magnetski pol se nalazi blizu južnog areografskog pola, a na Marsu je sjeverni magnetski pol na sjevernom areografskom polu.

## Prirodni sateliti
Fobos i Deimos su jedini Marsovi prirodni sateliti, a smatra se da potječu iz drugih krajeva sunčeva sustava - asteroidi uhvaćeni Marsovim gravitacijskim poljem. Po sastavu su slični asteroidima tipa C (bogati su ugljikom). Njihova mala gustoća sugerira da nisu sastavljeni od punog kamena, već najvjerojatnije od mješavine kamena i leda. Pretpostavlja se da su ova dva prirodna satelita nastala u vanjskom dijelu Sunčeva sustava (ne u asteroidnom pojasu). Oba su satelita posuta kraterima. Zbog njihove blizine Marsu, ljudi bi ih u budućnosti mogli iskoristiti kao svojevrsne postaje u putanji oko Marsa. 
Satelite Fobos (Strah) i Deimos (Užas) otkrio je Asaph Hall 1877. Fobos je bliži i oko Marsa obiđe za 7 sati i 39 minuta, stoga brže obiđe Mars nego što se sam Mars obrne. Zato on izlazi Marsu na zapadnom obzoru! Oba satelita okreću Marsu uvijek jednu stranu. Oko njega gibaju se gotovo kružnim stazama, u ravnini njegova ekvatora. Prema snimkama iz svemirskih letjelica, Fobos je nepravilna gromada dimenzija 27 km x 21 km x 19 km, a po sebi nosi mnogobrojne kratere i usporedne jarke. Deimos je manji, a jednako nepravilan, s dimenzijama 15 km x 12 km x 11 km, i također je izrovan kraterima. Tlo i manji krateri gotovo su mu izgubljeni pod slojem prašine. Sateliti imaju mali albedo, 0,5. Po svojstvima ta dva mjeseca ulaze u red planetoida.

## Povijest ljudskog istraživanja
Planet Mars uvijek je očaravao čovjeka svojom jarkocrvenom bojom na noćnom nebu. Pojavom teleskopa s boljim razlučivanjem početkom 18. stoljeća, Mars je postao poprište polemike zbog otkrića polarnih kapa kao i zbog pogrešnog identificiranja kanala na njegovoj površini. Postojala je pretpostavka da na planetu teče voda, te da prema tome postoji mogućnost života van Zemlje, što se nije slagalo s mišljenjem toga vremena.
Kartografiranje Marsa započeli su Wilhelm Beer i Johann Heinrich von Mädler 1840. Talijanski astronom Giovanni Schiaparelli je 1877. godine otkrio uzdužne i poprečne tanke niti koje je nazvao "kanalima" i za koje se smatralo da ih je izgradila vanzemaljska civilizacija. Dokazano je da je to bila optička varka, kao i sezonske promjene površine koje su viđene u modrozelenkastim nijansama i za koje se pretpostavljalo da su uzrokovane bujanjem vegetacije. Uzrok te iluzije je komplementarnost modrozelene i narančastocrvene (realne) nijanse pa se za mjesta manjeg sjaja čini da su modrozelenkasta. Giovanni Schiaparelli je od 1877. do 1879. položio temelj terminologije na Marsu. Tamniji su objekti prozvani morima i zaljevima, a svjetliji su smatrani kopnima. Površine kopna i mora su u omjeru 2 : 1. Rad je nastavio Eugène Michel Antoniadi od 1909. do 1924. Uočene pojave uzrokovane su kontrastom većih dijelova Marsa (njihovom odraznom moći), pa se stoga nazivaju detaljima albeda. Stvaran reljef u većini slučajeva ne odgovara razdiobi detalja albeda. S udaljenosti Zemlje, Mars je veoma težak objekt za promatranje. Kako slika titra, a ekspozicije fotografija traju duže od vremena koje oku treba za raspoznavanje detalja, prevladavala je vizualna detekcija. No oko nije objektivan prijemnik i mnogi su nalazi iz prošlih vremena danas odbačeni.
Tijekom kratke astronautske ere spoznato je o Marsu mnogo više nego kroz sva stoljeća prije. Prva uspješna sonda Mariner 4 poslala je u srpnju 1965. seriju od 22 fotografije koje su otkrile mnoge kratere i prirodno nastale kanjone, ali ništa što bi navodilo na postojanje umjetnih kanala i tekuće vode. Mariner 4 je 15. srpnja 1965. prošao kraj Marsa na daljini od 10 000 kilometara. Prije toga sve što je čovjek znao o Marsu temeljilo se na podacima prikupljenima zemaljskim teleskopima. Prelet Marinera 4 bio je povijesni trenutak koji je zauvijek izmijenio ideje o životu na Marsu, a zaboravljene su teorije o kanalima i vegetaciji na Crvenome planetu. Mariner 6 i Mariner 7 prošli su 1969. na daljini od 3 500 km odnosno 3 200 km, a Mariner 9 prvi je ušao 1971. u putanju oko Marsa, s perihelom 1 400 km iznad tla, i djelovao je čitavu godinu. Sonda Mariner 9 prva je uspješno poslala slike s površine Marsa, a ispitivana su i fizička svojstva tla i atmosfere. U srpnju i listopadu 1976. na površinu Marsa sletjele su letjelice Viking Lander 1 i Viking Lander 2 i provele tri biološka eksperimenta kojima je otkrivena neobična kemijska aktivnost, ali ni traga živim mikrobiološkim organizmima. Prema tumačenju biologa koji su sudjelovali u misijama, Mars se samo-sterilizira kombinacijom smrtonosnog ultraljubičastog zračenja, ekstremne sušnosti i oksidirajuće naravi tla.
Sovjetski savez je razvijao program Mars, čije su ekspedicije sadržavale svemirsku letjelicu u putanji i dio za meko spuštanje. Letjelica Mars 3 prva se meko spustila 1971.
Osim dvaju Viking Landera, na Marsovu površinu su uspješno sletjeli samo još Mars Pathfinder 4. srpnja 1997. te roveri-blizanci Spirit i Opportunity (eng. Mars Exploration Rovers ili kraće MER), u siječnju 2004. godine. Oba MERa, koji se nalaze na suprotnim stranama Marsa, pronašla su dokaze da je Mars nekad imao oceane tekuće vode. Roveri više nisu aktivni (2004. – 2018.).
Vodu na Marsu otkrile su i svemirske sonde Mars Odyssey i Mars Express. Mars Express, europska sonda koja je do Marsa donijela i lander Beagle 2 (s kojim je izgubljen kontakt pri spuštanju na Mars), u Marsovoj je orbiti od prosinca 2003. Osim dokaza o postojanju vodenog leda na sjevernoj i južnoj polarnoj kapi, sonda je otkrila i prisustvo metana u atmosferi, koji se obično oslobađa u zrak erupcijama vulkana i biološkim procesima.
Ukupno je do sredine 2007. sa Zemlje prema Marsu poslano 33 sonde.
5. svibnja 2018. NASA je lansirala raketu koja nosi sondu (lander) čija je zadaća istražiti Marsovo tlo i još dva mala satelita. Lansirana je iz baze Vandenberg u Kaliforniji. Zove se Mars InSight, skraćeno od "Mars Interior Exploration using Seismic Investigations, Geodesy and Heat Transport". Onamo je stigla 26. studenoga 2018. godine. Pri dolasku raketa će na površinu ispustiti sondu (lander). Sletjela je na odabranu ravnicu malo sjeverno do Marsovog ekvatora. Sletačeva misija je kopanje i istraživanje Marsovskog tla: slojeve, sastav, geodetsku aktivnost i sl. Senzore može zabiti do 5 metara dubine. Mjerit će temperaturu, vibracije i seizmičku aktivnost općenito. Misija istraživanja je radi stjecanja spoznaja čime će se bolje moći opisati nastanak planeta Marsa i cijela Sunčevog sustava. Dva mala satelita MarCO-A i MarCO-B (Mars CubeOne, MarCO, Wall-E, EVE) koja nosi sobom ispustit će u svemir. Oni će biti prvi međuplanetni sateliti vrste CubeSat. Uloga im je na putu do Marsa komunicirati s kontrolom misije. Zadaća im je pratiti lander InSight. Oni neće biti jedini način komunikacije landera s NASA-om. Sa Zemljom InSight kontaktira preko NASA-inog orbitera Mars Reconnaissance Orbitera. Mali sateliti nastavili su put dalje u duboki svemir.
NASA je lansirala rover Perseverance kao dio misije Mars 2020 30. srpnja 2020, a sletio je na Mars 18. veljače 2021. Perseverance je izgrađen s ciljem prikupljanja uzoraka s Marsa koji će radi proučavanja biti vraćeni na Zemlju. U krateru Jezero i njegovoj okolini tragat će za znakovima života, mineralnim nanosima i mogućim mikroskopskim fosilima, što će znanstvenicima pomoći ustanoviti je li na Marsu nekad bio moguć život. Osim toga, isprobat će instrumente za bušenje zemljišta, kao i meteorološke instrumente, a testirat će i je li moguće tamošnji ugljikov dioksid pretvoriti u kisik. 
Vrlo nedavno, sonda Al Amal (Nada) UAE sletjela je na Mars, što je učinilo UAE prvom državom na Bliskom istoku koja je stigla do Marsa.
| Međuplanetarne sonde        | Međuplanetarne sonde | Međuplanetarne sonde | Međuplanetarne sonde                                     | Međuplanetarne sonde                                                                          |
| Ime sonde                   | Država               | Datum lansiranja     | Datum dolaska                                            | Opaska                                                                                        |
| --------------------------- | -------------------- | -------------------- | -------------------------------------------------------- | --------------------------------------------------------------------------------------------- |
| Mars 1                      | SSSR                 | 1. studenog 1962.    | -                                                        | Izgubljen kontakt sa sondom.                                                                  |
| Mariner 3                   | SAD                  | 5. studenog 1964.    | -                                                        | Izgubljen kontakt sa sondom.                                                                  |
| Mariner 4                   | SAD                  | 28. studenog 1964.   | 15. srpnja 1965.                                         | Prve slike planeta Mars izbliza.                                                              |
| Zond 2                      | SSSR                 | 30. studenog 1964.   | -                                                        | Izgubljen kontakt sa sondom.                                                                  |
| Zond 3                      | SSSR                 | 18. srpnja 1965.     | -                                                        | Izgubljen kontakt sa sondom.                                                                  |
| Mariner 6                   | SAD                  | 24. veljače 1969.    | 31. srpnja 1969.                                         | Prva dvojna misija. Primljene slike.                                                          |
| Mariner 7                   | SAD                  | 27. ožujka 1969.     | 4. kolovoza 1969.                                        | Primljene slike.                                                                              |
| Mariner 8                   | SAD                  | 8. svibnja 1971.     | -                                                        | Raketa pala u more nakon lansiranja.                                                          |
| Mars 2                      | SSSR                 | 19. svibnja 1971.    | 27. studenog 1971.                                       | Sletjela na površinu, ali ni jedna slika primljena.                                           |
| Mars 3                      | SSSR                 | 28. svibnja 1971.    | 2. prosinca 1971                                         | Sletjela na površinu, ali kontakt izgubljen.                                                  |
| Mariner 9                   | SAD                  | 30. svibnja 1971     | 13. studenog 1971.                                       | Slike s Marsa.                                                                                |
| Mars 4                      | SSSR                 | 21. srpnja 1973.     | 10. veljače 1974.                                        | Proletjela pokraj Marsa.                                                                      |
| Mars 5                      | SSSR                 | 25. srpnja 1973.     | 10. veljače 1974.                                        | Izgubljen kontakt.                                                                            |
| Mars 6                      | SSSR                 | 5. kolovoza 1973.    | 12. ožujka 1974.                                         | Sletjela na površinu, ali kontakt izgubljen.                                                  |
| Mars 7                      | SSSR                 | 9. kolovoza 1973.    | 9. ožujka 1974.                                          | Proletjela pokraj Marsa.                                                                      |
| Viking 1                    | SAD                  | 20. kolovoza 1975.   | 19. lipnja 1976.                                         | Sletjela na površinu.Slike s Marsa.                                                           |
| Viking 2                    | SAD                  | 9. rujna 1975.       | 7. kolovoza 1976.                                        | Sletjela na površinu. Slike s Marsa. Napravljena 3 pokusa, ali tragovi života nisu pronađeni. |
| Phobos 1                    | SSSR                 | 7. srpnja 1988.      | -                                                        | Izgubljen kontakt.                                                                            |
| Phobos 2                    | SSSR                 | 12. srpnja 1988.     | 29. siječnja 1989.                                       | Primljene slike i telemetrija, nedugo potom izgubljen kontakt.                                |
| Mars Observer               | SAD                  | 25. rujna 1992.      | 24. kolovoza 1993.                                       | Izgubljen kontakt.                                                                            |
| Mars 96                     | Rusija               | 16. studenog 1996.   | -                                                        | Raketa pala u more nakon lansiranja.                                                          |
| Pathfinder                  | SAD                  | 4. prosinca 1996.    | 4. srpnja 1997.                                          | Slike s Marsa i podatci o 15 kemijskih pokusa izvršenih na tlu i atmosferi.                   |
| Mars Global Surveyor        | SAD                  | 7. studenog 1996.    | 11. rujna 1997.                                          | Kompletna karta Marsa. Podatci sakupljeni. Potvrđeni tragovi vode na planetu.                 |
| Mars Climate Orbiter        | SAD                  | 11. prosinca 1998,   | -                                                        | Izgorjela u višim slojevima Marsove atmosfere.                                                |
| Mars Polar Lander           | SAD                  | 3. siječnja 1999,    | -                                                        | Nakon dolaska u Marsovu orbitu, kontakt sa sondom izgubljen.                                  |
| Deep Space 2                | SAD                  | 3. siječnja 1999     | -                                                        | Sonde izgubljene s Mars Polar Lander - matične letjelice.                                     |
| Mars Odyssey                | SAD                  | 7. travnja 2001.     | 24. listopada 2001.                                      | Primljeni podatci o geološkom sastavu Marsa.                                                  |
| MER Spirit                  | SAD                  | 10. lipnja 2003.     | 4. siječnja 2004.                                        | Rover, sletio u krater Gusev, potragaza za tragovima vode                                     |
| Mars Express                | EU                   | 12. lipnja 2003.     | 25. prosinac 2004.                                       | Snimanje površine, minerološka promatranja i potraza ga za vodom pomoću radara.               |
| MER Opportunity             | SAD                  | 7. srpnja 2003.      | 25. siječnja 2004.                                       | Rover, sletio na Meridiani Planum, potraga za za tragovima vode                               |
| Rosetta                     | EU                   | 2. ožujak 2004.      | 25. veljače 2008.                                        | Proletjela kraj Marsa na putu prema kometu 67P/Churyumov-Gerasimenko                          |
| Mars Reconnaissance Orbiter | SAD                  | 12. kolovoza 2005.   | 10. ožujka 2006.                                         | Detaljno kartiranje Marsa u rezoluciji od 0,3m/pix                                            |
| Phoenix                     | SAD                  | 4. kolovoza 2007.    | 25. svibanj 2008.                                        | Sletio u polarne krajeve u potrazi za vodom                                                   |
| Dawn                        | SAD                  | 27. rujna 2007.      | 17. veljače 2009.                                        | Proletjela kraj Marsa na putu prema asteroidu Vesti i patuljastom planetu Cereri              |
| Mars Science Laboratory     | SAD                  | 26. studenog 2011.   | još traje                                                | Robotizirano vozilo Curiosity                                                                 |
| InSight                     | SAD                  | 15. svibnja 2018.    | još traje                                                | Sonda sletjela na Mars 26. studenog 2018., otkrila seizmičku aktivnost (potrese) na Marsu     |
| MarCO A & B                 | SAD                  | 15. svibnja 2018.    | 4. siječnja 2019. (MarCO A) 29. prosinca 2018. (MarCO B) | Dva satelita su preletjela Mars, dva mjeseca poslije izgubljen kontakt                        |

## Mars u romanima i filmovima
Planet Mars mnogo puta se pojavljuje kao mjesto radnje ili subjekt u romanima, filmovima, pa i u radio dramama. Najveći šok doživjela je američka publika 30. listopada 1938., kada je Orson Welles izveo radio adaptaciju novele Rat svjetova (roman o napadu  Marsovaca na Zemlju). Interpretacija Orsona Wellsa stvorila je masovnu paniku kod publike toga vremena.

### Romani
- Gulliverova putovanja - Jonathan Swift
- Rat svjetova -  H. G. Wells
- Mnogo vike nizašto - Predrag Raos, 1985.
- Trilogija o teraformiranju Marsa - Kim Stanley Robinson, 
  - Crveni Mars  1992.
  - Zeleni Mars  1993.
  - Plavi Mars   1995.

### Filmovi
| - Aelita: kraljica Marsa (1924.) - Flash Gordon: Mars attacks the world (1938.) - The Purple Monster Strikes (1945.) - Rocketship X-M (1950.) - Flight to Mars (1951.) - Mars crveni planet (Red Planet Mars) (1952.) - Zombies of the Stratosphere (1952.) - Abbot and Costello go to Mars (1953.) - Invaders from Mars (1953.) - War of the Worlds (1953.) - Conquest of Space (1955.) - It! The Terror from Beyond Space (1958.) - Angry Red Planet (1959.) - A Martian in Paris (1961.) - The Day Mars Invaded Earth (1962.) - Robinson Crusoe on Mars (1964.) - Santa Claus Conquers the Martians (1964.) - The Maid and the Martians (Pajama Party) (1964.) - Hanno 12 Mani (1964.) - Horrors of the Red Planet (1964.) | - Frankenstein Meets the Space Monster (1965.) - Mars Needs Women (1966.) - Queen of Blood (1966.) - Don't Play with Martians (1967.) - Quatermass and the Pit (1967.) - Mission Mars (1968.) - The Alpha Incident (1977.) - Capricorn One (1978.) - Alien Contamination (1981.) - Invaders from Mars (1986.) - Totalni opoziv (1990.) - Project Shadowchaser 3000 (1995.) - Mars (1996.) - Mars napada! (1996.) - Vrsta II (1998.) - My Favorite Martian (1999.) - Misija na planet Mars (Mission to Mars) (2000.) - Crveni planet (Red Planet) (2000.) - Duhovi Marsa (2001.) - John Carter (2012.) - Marsovac (2015.) |

### Serije
- Doctor Who: Waters of Mars

## Vanjske poveznice
- Astronomska sekcija Fizikalnog društva Split - Mars  Arhivirana inačica izvorne stranice od 29. listopada 2005. (Wayback Machine)